# スタジオ・アルバム
スタジオ・アルバム (studio album) は、録音スタジオで制作されたアルバムのことであり、ライブ・アルバムと対義語になる。オリジナル・アルバムと呼ばれることもある。
レコードとしては最も一般的な形態であり、現代のポピュラー音楽にとって中心となる著作物である。音楽業界全体で見ても、累計で1,000万枚以上の売上実績があるヒット・アルバムは、そのほとんどがスタジオ・アルバムかサウンドトラックとなっている。
アルバムに対してシングルは、ほとんどスタジオ録音が基本であり、ライブ録音された楽曲があったとしてもそれはB面に収められ、A面曲になることは稀である。したがって「スタジオ・シングル」という言い方はしない。

## 用例
通常、特定のアーティストのディスコグラフィなどで「○枚目のスタジオ・アルバム」、「○年ぶりのスタジオ録音盤」などと表現する場合、以下の3つのいずれかを指すことが多い。

### オリジナル・アルバム
この場合のスタジオ・アルバムとは、スタジオ録音された「新曲」を中心に構成されたアルバムを指し、「既発曲」の集合体であるベスト・ヒット集などのコンピレーション・アルバムに対して、「そのアルバムを発表するために新曲を書いて録音した」という意味（「新録」という表現もある）。通常はリミックスなどは含まれない。ただし、スタジオ録音の新曲に先行リリースされたシングルが数曲合わせられるような場合でも、同様にスタジオ・アルバムとみなされる。
音楽業界全体で見ても、累計で1,000万枚以上の売上実績があるヒット・アルバムは、そのほとんどがスタジオ・アルバムかコンピレーション・アルバムとなっている。

### スタジオ・ライブ・アルバム
聴衆に向けての生演奏をコンサート会場で収録してアルバムにする「ライブ・アルバム」に対して、もっぱら録音作業のためだけにスタジオ等の施設に入って録音したものという意味。この場合は聴衆の有無が区別の論拠になる。ただし録音場所がスタジオ内であっても、聴衆を中に入れてコンサート形式で演奏しながら録音したものも「スタジオ・ライブ」と称される場合がある。

### ミニ・アルバム
ミニ・アルバムは、必ずしもスタジオ録音または新曲を収録したものとは限らないが、収録曲数の少ないものを指す。これに対し、収録曲数の多いものを「フル・アルバム」と呼ぶことがある。